# Meitantei Conan: Junkoku no nightmare
Meitantei Conan: Junkoku no nightmare (jap. 名探偵コナン 純黒の悪夢 Meitantei Konan: Junkoku no naitomea, ang. Detective Conan: The Darkest Nightmare) – japoński film anime wyprodukowany w 2016 roku, dwudziesty film z serii Detektyw Conan. Piosenką przewodnią filmu była „Sekai wa anata no iro ni naru”, śpiewana przez B’z.
Film miał swoją premierę 16 kwietnia 2016 roku w Japonii przynosząc łączny dochód 6,33 mld jenów, znalazł się na trzeciej pozycji na liście najbardziej dochodowych japońskich filmów.

## Obsada
- Minami Takayama – Conan Edogawa
- Wakana Yamazaki – Ran Mōri
- Rikiya Koyama – Kogorō Mōri
- Naoko Matsui – Sonoko Suzuki
- Ken’ichi Ogata – dr Hiroshi Agasa
- Megumi Hayashibara – Ai Haibara
- Yukiko Iwai – Ayumi Yoshida
- Ikue Ōtani – Mitsuhiko Tsuburaya
- Wataru Takagi – Genta Kojima/Wataru Takagi
- Chafūrin – inspektor Jūzō Megure
- Atsuko Yuya – Miwako Satō
- Shūichi Ikeda – Shuichi Akai
- Tōru Furuya – Rei Furuya
- Nobuo Tobita – Yūya Kazami
- Takaya Hashi – James Black
- Miyuki Ichijō – Jodie Starling
- Kiyoyuki Yanada – Andre Camel
- Kotono Mitsuishi – Hidemi Hondō
- Mikiko Enomoto – Azusa Enomoto
- Yukitoshi Hori – Gin
- Fumihiko Tachiki – Vodka
- Mami Koyama – Vermouth
- Kikuko Inoue – Chianti
- Hiroyuki Kinoshita – Korn
- Michael Rhys – Stout
- Kurt Common – Aquavit
- Yōko Sōmi – Riesling
- Yūki Amami – Curaçao
- b.d. – Rum